# Bannière gauche de Bairin
Pour les articles homonymes, voir Bairin.
La bannière gauche de Bairin (巴林左旗 ; pinyin : Bālín Zuǒ Qí) est une subdivision administrative de la région autonome de Mongolie-Intérieure en Chine. Elle est placée sous la juridiction de la ville-préfecture de Chifeng.

## Démographie
La population de la bannière était de 355 620 habitants en 1999.